# Graben 39 und 41 (Weimar)

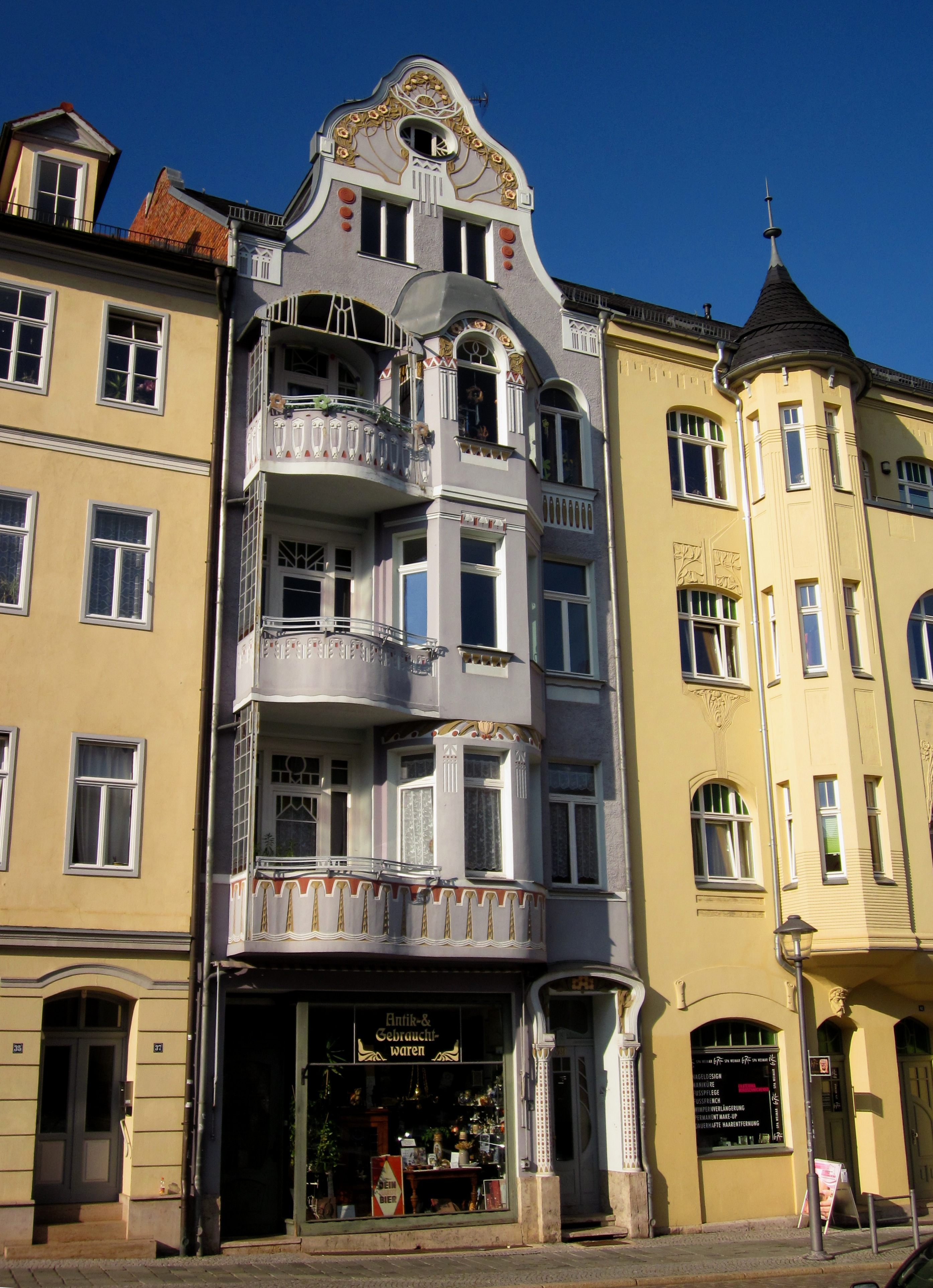
Graben 39 in Weimar

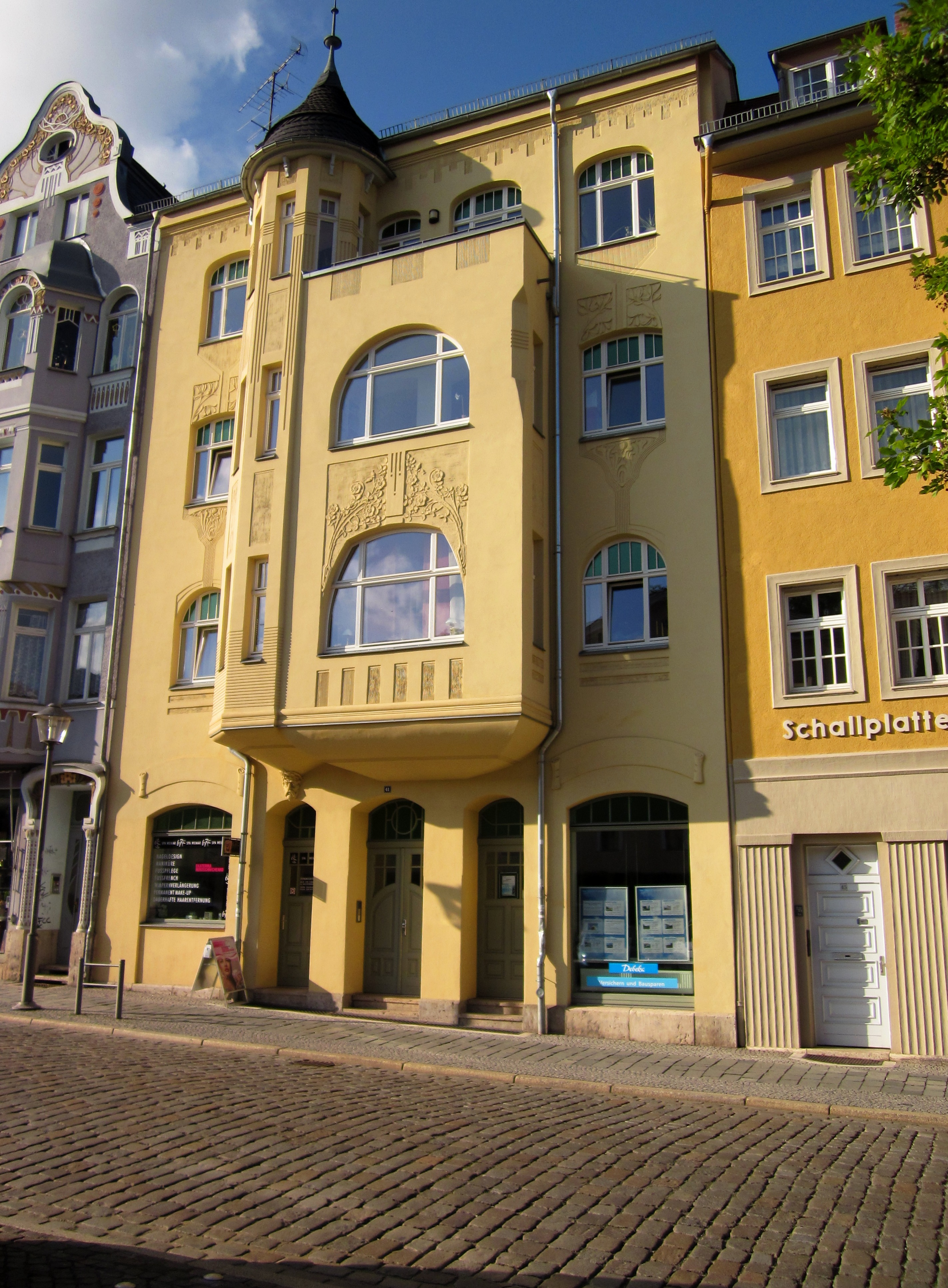
Graben 41 in Weimar

Das Häuser Graben 39 und 41 in Weimar sind zwei an der Nordseite nebeneinanderstehende Wohn- und Geschäftshäuser.
Das im Jugendstil errichtete mehrgeschossige Haus Graben 39 mit Loggien entstand 1904 nach dem Entwurf von Rudolf Zapfe. Bauherr war der Hoftischlermeister Karl Schollemann. Es fällt durch seinen reichen Dekor mit den floralen und abstrakten Elementen auf und ist stark gegliedert. Aus der Front tritt ein mehrgeschossiger Erker hervor. Hans-Dieter Dyroff sieht hier den Einfluss der Wiener Secession. Im Erdgeschoss befindet sich eine Antikhandlung. Auch das Haus Graben 41 mit seinem mehrgeschossigen Erker ist dem Jugendstil zuzurechnen und wurde 1904 nach Plänen des Architekten Max Stark errichtet. Um 1916 befand sich hier die Lederhandlung und Schuhfabrik Karl Wüstneck.
Die Gebäude stehen auf der Liste der Kulturdenkmale in Weimar (Einzeldenkmale).